# Comarca dos Ancares
Os Ancares is een comarca van de Spaanse provincie Lugo, gelegen in de autonome regio Galicië. De hoofdstad is Becerreá, de oppervlakte 907 km² en het heeft 13.888 inwoners (2001).

## Gemeenten
Becerreá, As Nogais, Baralla, Cervantes, Navia de Suarna en Pedrafita do Cebreiro.